# Ла Саблиер, Маргарита де
Маргарита де Ла Саблие́р, урождённая Эссе́йн (фр. Marguerite Hessein de La Sablière; 1636— 8 января 1693) — хозяйка известного салона в Париже, в котором собирались выдающиеся учёные и светские люди того времени. Ей посвящены лучшие басни Лафонтена.

## Личность и биография
Сама госпожа де Ла Саблиер отличалась вежливостью, весёлостью, остроумием и учёностью (она изучала физику, математику и астрономию). Муж её, Антуан Рамбуйе, сеньор де Ла Саблиер (1624—1679), был известен как автор мадригалов, позже изданных его сыном (1689) и выдержавших много изданий.
Среди посетителей салона госпожи де Ла Саблиер были такие известные литераторы и учёные, как Бенсерад, Конрар, Буало, госпожа де Лафайет, Фонтенель, Гассенди, Юэ, Мольер, Пелисон, Перро, Расин, Таллеман де Рео и госпожа де Севинье.
Нет оснований со всей определенностью утверждать, что у мадам де Саблиер были близкие отношения с Лафонтеном. Как бы то ни было, знаменитый баснописец прожил в её доме не менее двенадцати лет и посвятил ей свои лучшие басни. При этом в девятую книгу «Басен» он поместил «Рассуждение для мадам де Ла Саблиер», содержащее натурфилософский экскурс.